# Chicago Film Critics Association Award per il miglior attore
Il Chicago Film Critics Association Award per il miglior attore protagonista (CFCA for Best Actor) è una categoria di premi assegnata dalla Chicago Film Critics Association, per il miglior attore protagonista dell'anno.
A differenza di altri tipi di premi, essa è stata consegnata ininterrottamente dal 1989 in poi.

## Vincitori e candidati
I vincitori sono indicati in grassetto, con a seguire gli eventuali altri candidati.

### Anni 1980
- 1988
  - Jeremy Irons - Inseparabili (Dead Ringers)
- 1989
  - Tom Cruise - Nato il quattro luglio (Born on the Fourth of July)
  - Kenneth Branagh - Enrico V (Henry V)
  - Daniel Day-Lewis - Il mio piede sinistro (My Left Foot: The Story of Christy Brown)
  - Martin Landau - Crimini e misfatti (Crimes and Misdemeanors)
  - James Spader - Sesso, bugie e videotape (Sex, Lies, and Videotape)

### Anni 1990
- 1990
  - Jeremy Irons - Il mistero Von Bulow (Reversal of Fortune)
- 1991
  - Anthony Hopkins - Il silenzio degli innocenti (The Silence of the Lambs)
  - Warren Beatty - Bugsy
  - William Hurt - Un medico, un uomo (The Doctor)
  - Val Kilmer - The Doors
  - Joe Mantegna - Homicide
  - Nick Nolte - Il principe delle maree (The Prince of Tides)
  - John Turturro - Barton Fink - È successo a Hollywood (Barton Fink)
- 1992
  - Denzel Washington - Malcolm X
  - Robert Downey Jr. - Charlot (Chaplin)
  - Clint Eastwood - Gli spietati (Unforgiven)
  - Al Pacino - Scent of a Woman - Profumo di donna (Scent of a Woman)
  - Tim Robbins - I protagonisti (The Player)
- 1993
  - Liam Neeson - Schindler's List - La lista di Schindler (Schindler's List)
  - Jeff Bridges - Fearless - Senza paura (Fearless)
  - Daniel Day-Lewis - L'età dell'innocenza (The Age of Innocence)
  - Laurence Fishburne - Tina - What's Love Got to Do with It (What's Love Got to Do with It)
  - Tom Hanks - Philadelphia
  - Anthony Hopkins - Quel che resta del giorno (The Remains of the Day)
- 1994
  - Tom Hanks - Forrest Gump
  - Johnny Depp - Ed Wood
  - Samuel L. Jackson - Pulp Fiction
  - Tommy Lee Jones - Cobb
  - John Travolta - Pulp Fiction
- 1995
  - Nicolas Cage - Via da Las Vegas (Leaving Las Vegas)
  - Morgan Freeman - Seven (Se7en)
  - Anthony Hopkins - Gli intrighi del potere - Nixon (Nixon)
  - Sean Penn - Dead Man Walking - Condannato a morte (Dead Man Walking)
  - Denzel Washington - Il diavolo in blu (Devil in a Blue Dress)
- 1996
  - Billy Bob Thornton - Lama tagliente (Sling Blade)
  - Kenneth Branagh - Hamlet
  - Liam Neeson - Michael Collins
  - William H. Macy - Fargo
  - Geoffrey Rush - Shine
  - Denzel Washington - Il coraggio della verità (Courage Under Fire)
- 1997
  - Robert Duvall - L'apostolo (The Apostle)
  - Peter Fonda - L'oro di Ulisse (Ulee's Gold)
  - Ian Holm - Il dolce domani (The Sweet Hereafter)
  - Jack Nicholson - Qualcosa è cambiato (As Good as It Gets)
  - Al Pacino - Donnie Brasco
- 1998
  - Ian McKellen - Demoni e dei (Gods and Monsters)
  - Roberto Benigni - La vita è bella
  - Jim Carrey - The Truman Show
  - Tom Hanks - Salvate il soldato Ryan (Saving Private Ryan)
  - Edward Norton - American History X
- 1999
  - Kevin Spacey - American Beauty
  - Jim Broadbent - Topsy-Turvy - Sotto-sopra (Topsy-Turvy)
  - Russell Crowe - Insider - Dietro la verità (The Insider)
  - Richard Farnsworth - Una storia vera (The Straight Story)
  - Denzel Washington - Hurricane - Il grido dell'innocenza (The Hurricane)

### Anni 2000
- 2000
  - Tom Hanks - Cast Away
  - Javier Bardem - Prima che sia notte (Before Night Falls)
  - Michael Douglas - Wonder Boys
  - Mark Ruffalo - Conta su di me (You Can Count on Me)
  - Geoffrey Rush - Quills - La penna dello scandalo (Quills)
- 2001
  - Gene Hackman - I Tenenbaum (The Royal Tenenbaums)
  - Russell Crowe - A Beautiful Mind
  - John Cameron Mitchell - Hedwig - La diva con qualcosa in più (Hedwig and the Angry Inch)
  - Guy Pearce - Memento
  - Tom Wilkinson - In the Bedroom
  - Denzel Washington - Training Day (Training Day)
- 2002
  - Daniel Day-Lewis - Gangs of New York
  - Adrien Brody - Il pianista (The Pianist)
  - Nicolas Cage - Il ladro di orchidee (Adaptation.)
  - Hugh Grant - About a Boy - Un ragazzo (About a Boy)
  - Jack Nicholson - A proposito di Schmidt (About Schmidt)
- 2003
  - Bill Murray - Lost in Translation - L'amore tradotto (Lost in Traslation)
  - Johnny Depp - La maledizione della prima luna (Pirates of Caribbean: The Curse of the Black Pearl)
  - Paul Giamatti - American Splendor
  - Ben Kingsley - La casa di sabbia e nebbia (House of Sand and Fog)
  - Sean Penn - Mystic River (Mystic River)
- 2004
  - Paul Giamatti - Sideways - In viaggio con Jack (Sideways)
- 2005
  - Philip Seymour Hoffman - Truman Capote - A sangue freddo (Capote)
  - Terrence Howard - Hustle & Flow - Il colore della musica (Hustle & Flow)
  - Heath Ledger - I segreti di Brokeback Mountain (Brokeback Mountain)
  - Joaquin Phoenix - Quando l'amore brucia l'anima (Walk the Line)
  - David Strathairn - Good Night, and Good Luck.
- 2006
  - Forest Whitaker - L'ultimo re di Scozia (The Last King of Scotland)
  - Leonardo DiCaprio - The Departed - Il bene e il male (The Departed)
  - Ryan Gosling - Half Nelson
  - Peter O'Toole - Venus (Venus)
  - Will Smith - La ricerca della felicità (The Pursuit of Happyness)
- 2007
  - Daniel Day-Lewis - Il petroliere (There Will Be Blood)
  - George Clooney - Michael Clayton
  - Ryan Gosling - Lars e una ragazza tutta sua (Lars and the Real Girl)
  - Frank Langella - Starting Out in the Evening
  - Viggo Mortensen - La promessa dell'assassino (Eastern Promises)
- 2008
  - Mickey Rourke - The Wrestler
  - Clint Eastwood - Gran Torino
  - Richard Jenkins - L'ospite inatteso (The Visitor)
  - Frank Langella - Frost/Nixon - Il duello (Frost/Nixon)
  - Sean Penn - Milk
- 2009
  - Jeremy Renner - The Hurt Locker
  - Jeff Bridges - Crazy Heart
  - George Clooney - Tra le nuvole (Up in the Air)
  - Matt Damon - The Informant!
  - Michael Stuhlbarg - A Serious Man

### Anni 2010
- 2010
  - Colin Firth - Il discorso del re (The King's Speech)
  - Jeff Bridges - Il Grinta (True Grit)
  - Jesse Eisenberg - The Social Network
  - James Franco - 127 ore (127 Hours)
  - Ryan Gosling - Blue Valentine
- 2011
  - Michael Shannon - Take Shelter
  - George Clooney - Paradiso amaro (The Descendants)
  - Jean Dujardin - The Artist
  - Michael Fassbender - Shame
  - Gary Oldman - La talpa (Tinker Tailor Soldier Spy)
- 2012
  - Daniel Day-Lewis - Lincoln
  - Joaquin Phoenix - The Master
  - Denzel Washington - Flight
  - Denis Lavant - Holy Motors
  - John Hawkes - The Sessions - Gli incontri (The Sessions)
- 2013
  - Chiwetel Ejiofor - 12 anni schiavo (12 Years a Slave)
  - Bruce Dern - Nebraska
  - Oscar Isaac - A proposito di Davis (Inside Llewyn Davis)
  - Matthew McConaughey - Dallas Buyers Club
  - Robert Redford - All Is Lost - Tutto è perduto (All Is Lost)
- 2014
  - Michael Keaton - Birdman
  - Benedict Cumberbatch - The Imitation Game
  - Jake Gyllenhaal - Lo sciacallo - Nightcrawler (Nightcrawler)
  - David Oyelowo - Selma - La strada per la libertà (Selma)
  - Eddie Redmayne - La teoria del tutto (The Theory of Everything)
- 2015
  - Leonardo DiCaprio - Revenant - Redivivo (The Revenant)
  - Christopher Abbott - James White
  - Michael Fassbender - Steve Jobs
  - Eddie Redmayne - The Danish Girl
  - Jason Segel - The End of the Tour - Un viaggio con David Foster Wallace (The End of the Tour)
- 2016
  - Casey Affleck - Manchester by the Sea
  - Adam Driver - Paterson
  - Joel Edgerton - Loving
  - Colin Farrell - The Lobster
  - Denzel Washington - Barriere (Fences)
- 2017
  - Timothée Chalamet - Chiamami col tuo nome (Call Me by Your Name)
  - Daniel Day-Lewis - Il filo nascosto (The Phantom Thread)
  - James Franco - The Disaster Artist
  - Gary Oldman - L'ora più buia (The Darkest Hour)
  - Harry Dean Stanton - Lucky
- 2018
  - Ethan Hawke - First Reformed - La creazione a rischio (First Reformed)
  - Christian Bale - Vice - L'uomo nell'ombra (Vice)
  - Bradley Cooper - A Star Is Born
  - Rami Malek - Bohemian Rhapsody
  - Joaquin Phoenix - A Beautiful Day - You Were Never Really Here (You Were Never Really Here)
- 2019
  - Adam Driver - Storia di un matrimonio (Marriage Story)
  - Antonio Banderas - Dolor y gloria
  - Robert De Niro - The Irishman
  - Joaquin Phoenix - Joker
  - Adam Sandler - Diamanti grezzi (Uncut Gems)

### Anni 2020
- 2020[1][2]
  - Chadwick Boseman - Ma Rainey's Black Bottom
  - Riz Ahmed - Sound of Metal
  - Anthony Hopkins - The Father
  - Delroy Lindo - Da 5 Bloods - Come fratelli (Da 5 Bloods)
  - Steven Yeun - Minari
- 2021[3][4]
  - Benedict Cumberbatch - Il potere del cane (The Power of the Dog)
  - Nicolas Cage - Pig - Il piano di Rob (Pig)
  - Andrew Garfield - Tick, Tick... Boom!
  - Hidetoshi Nishijima - Drive My Car
  - Simon Rex - Red Rocket
- 2022[5][6]
  - Colin Farrell - Gli spiriti dell'isola (The Banshees of Inisherin)
  - Austin Butler - Elvis
  - Brendan Fraser - The Whale
  - Paul Mescal - Aftersun
  - Bill Nighy - Living
- 2023[7][8]
  - Paul Giamatti – The Holdovers - Lezioni di vita (The Holdovers)
  - Leonardo DiCaprio – Killers of the Flower Moon
  - Cillian Murphy – Oppenheimer
  - Andrew Scott – Estranei (All of Us Strangers)
  - Teo Yoo – Past Lives
- 2024[9]
  - Adrien Brody – The Brutalist
  - Timothée Chalamet – A Complete Unknown
  - Colman Domingo – Sing Sing
  - Ralph Fiennes – Conclave
  - Keith Kupferer – Ghostlight